# Buino (torpilleur)
Pour les articles homonymes, voir Buino.
Le Buino est un torpilleur intégré à la Marine française, comme ancien destroyer de la Kaiserliche Marine SMS V 130 de classe V 125 transféré à la France au titre des dommages de guerre. 
Il a été construit au chantier naval AG Vulcan à Stettin et mis en service en février 1918.
Il tient son nom d'Eugène Buino.
Ex V-130 allemand, réception à Cherbourg le 3 aout 1920, renommé Buino le 6 octobre 1920, remis en service dans la Marine française le 13 janvier 1922, escadre de Méditerranée à Toulon, condamné le 15 février 1933. Le Buino est vendu à Toulon pour démolition 73.740 Francs à M. Antoine Gay de Marseille le 27 novembre 1934 .